# 制度分析與公共政策網
制度分析与公共政策网是一家位于中国大陆的学术网站，由行政管理和公共政策学者毛寿龙创办于1998年2月8日。该网站专注于治理以及公共政策问题的相关研究，与美国经济学家埃莉诺·奥斯特罗姆与文森特·奥斯特罗姆（Vincent Ostrom）夫妇的多中心理论一脉相承。
制度分析与公共政策网在中国社会产生了较大的影响，它曾受到中国国家哲学社会科学项目基金的资助。目前，该网站处于关停状态。